# Codex Manesse

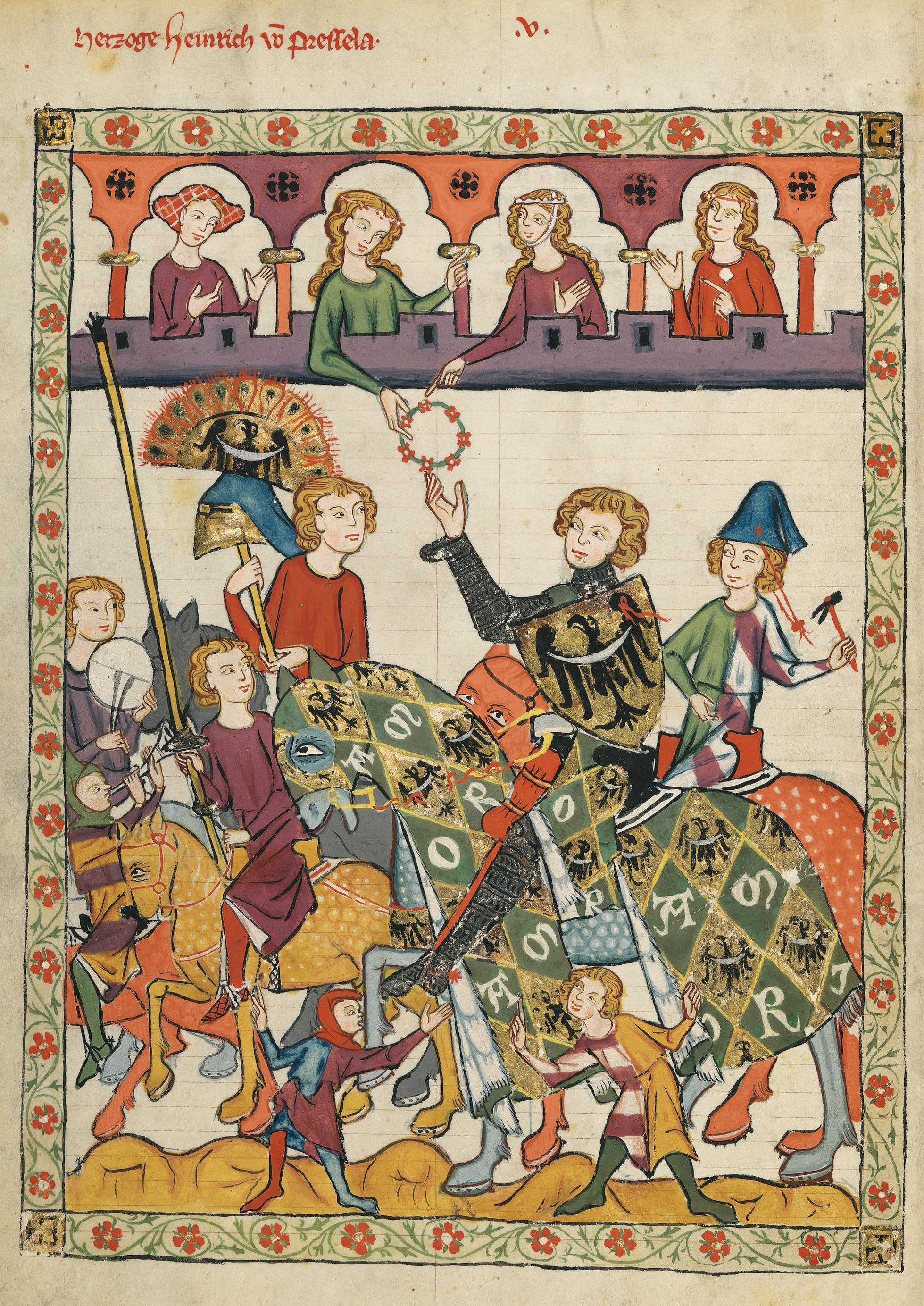
Codex Manesse, folio 11v – Henryk IV Prawy

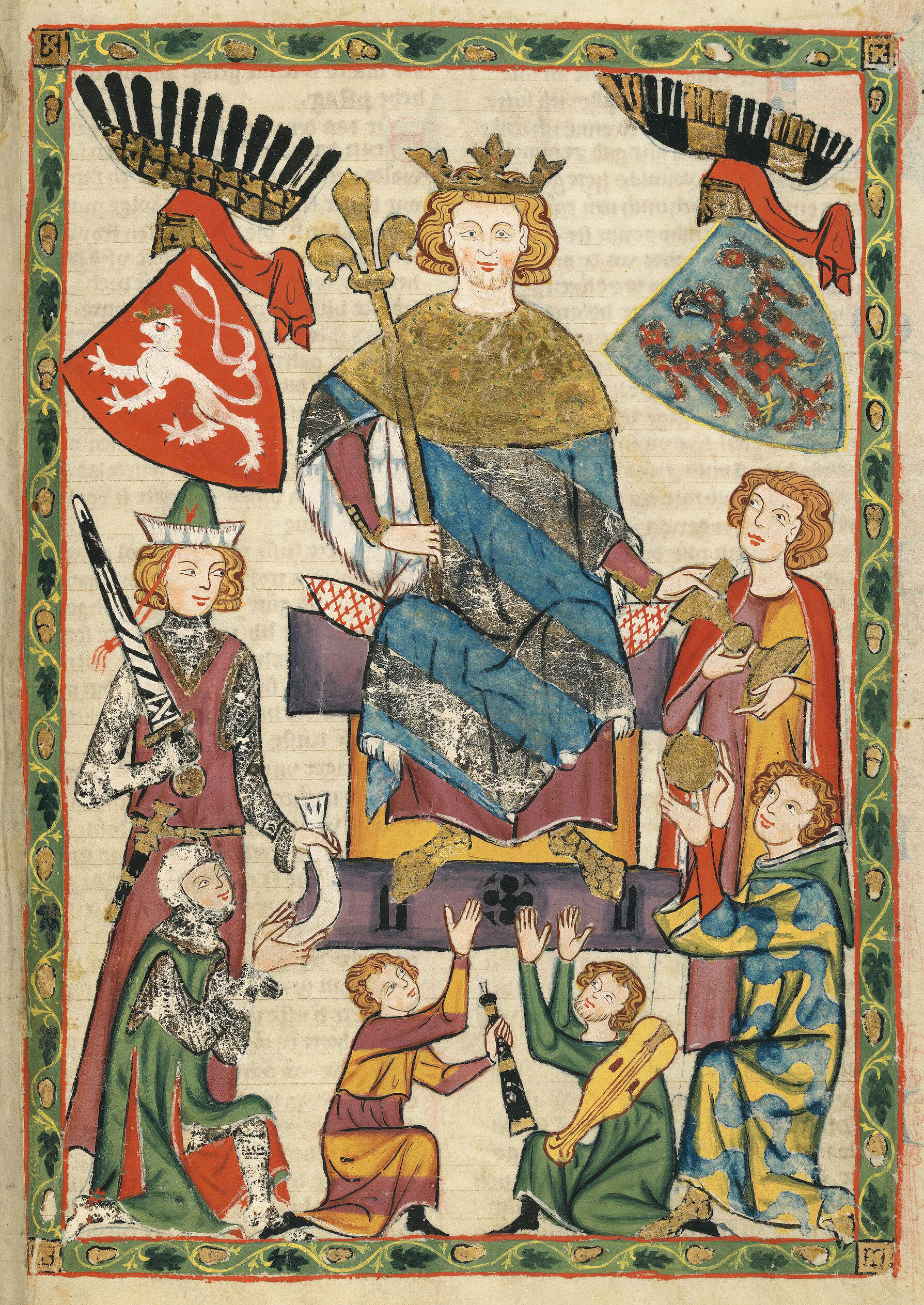
Codex Manesse, folio 10r – król Wacław II czeski

Codex Manesse, Manesse Codex (niem. Große Heidelberger Liederhandschrift) – najważniejszy zbiór średniowiecznej poezji niemieckiej spisany na pergaminie i bogato zilustrowany w latach 1305–1340.
Autorami zebranych w księdze utworów są szlachetnie urodzeni muzycy i poeci liryczni zwani minnesingerami. Inspiracją dla nich była twórczość francuskich trubadurów. Księga zawiera utwory 139 autorów i 137 wyjątkowej urody miniatury przedstawiające minnesingerów i ich herby.
Jedna z miniatur przedstawia księcia wrocławskiego Henryka IV Prawego w roli zwycięzcy turnieju rycerskiego odbierającego wieniec, wręczany mu przez jedną z dam zasiadających na honorowych trybunach. Henryk IV Prawy lekcje cnót rycerskich i rzemiosła wojennego otrzymał na dworze króla czeskiego Przemysła Ottokara II.
Inna ilustracja przedstawia Wacława II z dynastii Przemyślidów, syna i następcę Przemysła Ottokara II, ówczesnego króla Czech i króla Polski (1300-1305). Wacław zasiada na królewskim tronie i przedstawiony jest jako opiekun poetów. Wychowywany na dworze ojca Wacław II był mecenasem, miłośnikiem i twórcą poezji rycerskiej. Sam układał wiersze miłosne, z których trzy zapisano w Codex Manesse.
Miniatury są cennym źródłem wiedzy o ówczesnych ubiorach, przedmiotach codziennego użytku i znakach heraldycznych. Spośród 137 miniatur 10 przedstawia też instrumenty muzyczne. Na pięciu pojawia się fidel, po dwie miniatury przedstawiają flet poprzeczny, róg myśliwski, psałterium, na jednej jest szłamaja i dudy (obok innych instrumentów).
Obecnie Codex Manesse znajduje się w bibliotece najstarszego niemieckiego Uniwersytetu Ruprechta-Karola w Heidelbergu i dlatego nazywany jest też Wielkim śpiewnikiem heidelberskim.